# Terza battaglia dell'Isonzo
La Terza battaglia dell'Isonzo fu combattuta tra il 18 ottobre e il 4 novembre 1915 tra l'esercito italiano e quello austro-ungarico.

## Obiettivi
- Conquistare Gorizia
- Occupare il Monte Podgora e il Monte San Michele
- Ottenere il territorio attorno alla confluenza tra Isonzo e Vipacco (vicino a Gorizia)[2]

## Battaglia
Dopo circa due mesi e mezzo di relativa tregua per ricostituirsi dalle perdite dovute agli assalti en masse della prima e della seconda battaglia dell'Isonzo, il Generale Luigi Cadorna del Comando supremo militare italiano, Capo di stato maggiore dell'Esercito Italiano, comprese che l'artiglieria giocava un ruolo assolutamente fondamentale, e portò l'effettivo a 1200 bocche da fuoco.
Alle ore 12:00 del 18 ottobre l'artiglieria italiana cominciò a colpire Doberdò del Lago e il Monte San Michele mentre l'aviazione italiana faceva da osservatore sorvolando le linee nemiche (trimotori Caproni).
Dal comando supremo dipendevano la 1ª Squadriglia Caproni, la 2ª Squadriglia Caproni e la 3ª Squadriglia che bombardano il campo volo di Aisovizza.
Il segnale d'attacco fu dato alle 9.00 del 21 ottobre. Le brigate Re e Pistoia attaccarono ben presto il nemico nella zona di Podgora ma i contrattacchi austro-ungarici, che rioccupavano quasi subito le posizioni perse, e il clima sfavorevole impedirono agli italiani di conseguire gli obiettivi prefissati. In una tale situazione, gli unici ripari per i soldati del regio esercito, non essendo il territorio adatto per scavare, furono i cadaveri dei compagni morti.
La 4ª Divisione italiana tentò invano di conquistare il Monte Sabotino, mentre la brigata Lombardia ottenne dei risultati presso Oslavia, ma vennero ricacciati dal paese da un contrattacco il giorno seguente. Vi furono parziali successi sul Monte Sei Busi, a Selz e a Monfalcone.
Le trincee austriache del Monte San Michele vennero ripetutamente conquistate dalla Brigata Catanzaro (141ºe 142º reggimento fanteria) e perdute da cruenti contrattacchi nemici. Va fatta menzione dei cannonieri dell'incrociatore corazzato Amalfi che, dopo l'affondamento del battello, parteciparono volontari alla battaglia riuscendo a distruggere con soli 5 colpi dei cannoni della nave (salvati dal naufragio) l'osservatorio di Monte San Michele.
Gli italiani ebbero modesti risultati sulle teste di ponte di Plava e Tolmino.

## Analisi della battaglia
La tattica di Cadorna si rivelò poco incisiva, avendo distribuito le proprie forze in modo completamente uniforme lungo tutto il fronte (lungo quanto l'Isonzo), e avendo deciso di attaccare su piccoli fronti. Gli austro-ungarici approfittarono della situazione per concentrare la loro potenza di fuoco sul nemico, che avanzava su direttrici più strette.
Grazie a estesi bombardamenti, gli italiani avanzarono a Plava, sul bordo meridionale dell'altopiano della Bainsizza, e sul Monte San Michele, punto focale dell'avanzata per aggirare il grosso delle forze che difendevano Gorizia: l'altura fu scenario di feroci attacchi e contrattacchi tra la 3ª Armata italiana che aveva alle dipendenze il I Gruppo e la 4ª Squadriglia per l'artiglieria e i rinforzi austro-ungarici appena arrivati su ordine di Borojević, dai fronti orientale e balcanico, con un alto costo di vite umane da entrambe le parti.
Il Monte Sei Busi, difeso strenuamente dalla 106ª Divisione di fanteria austro-ungarica, fu il teatro di quattro sanguinosi assalti all'arma bianca. Cadorna ordinò la fine degli attacchi quando valutò più attentamente la situazione: si rese conto che gli italiani non stavano guadagnando nulla, e che il nemico si manteneva sulla difensiva non scalzato dalle posizioni sopraelevate.
In una visione più ampia, il basso profilo tenuto dalle truppe di Borojević (per questo soprannominato l'ingannevole testa croata, dalle sue truppe) consentì loro di mantenere le posizioni a prezzo di perdite alte, ma certamente minori rispetto a quelle italiane. Soprattutto, dimostrò che Boroević era uno dei migliori tattici in forza all'esercito austro-ungarico, a dispetto del fatto che la sua visione strategica non fosse irreprensibile.
La pausa dei combattimenti durò solo due settimane, prima che l'offensiva italiana riprendesse.